# 東洋大学板倉キャンパス

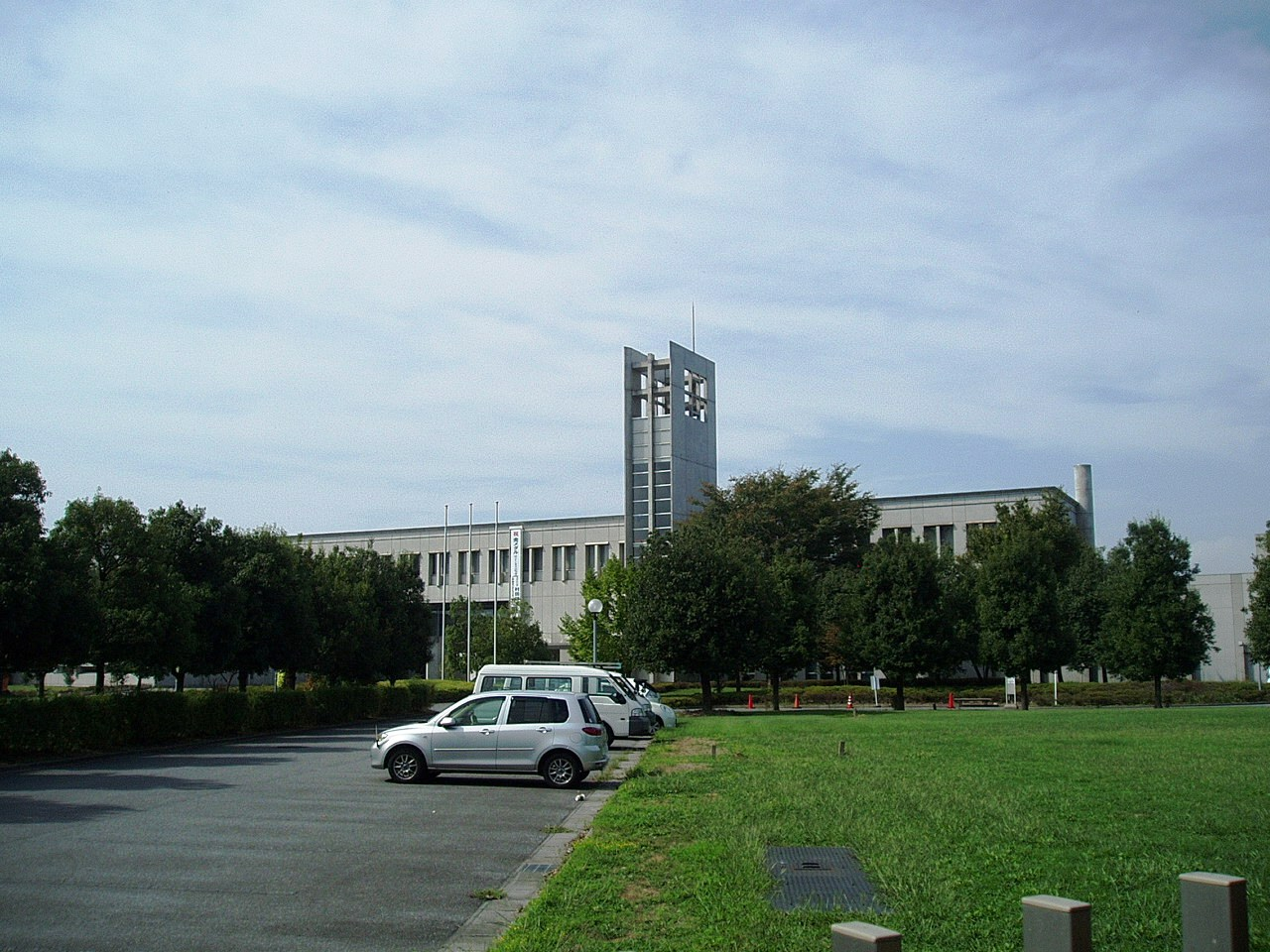
東洋大学板倉キャンパス

東洋大学板倉キャンパス（とうようだいがくいたくらキャンパス）は、群馬県邑楽郡板倉町泉野1-1-1にある東洋大学のキャンパスである。2024年度以降、所在する学部はない。

## 概要
群馬県庁が開発を進める板倉ニュータウンの中心に開設された校舎。板倉ニュータウンの開発計画に組み込まれており、現在使用しているキャンパスの北側に所有している空きスペースを含めて約33.0ヘクタールの土地が大学用地として確保されている。
2023年度時点では生命科学部・食環境科学部、大学院は生命科学研究科・食環境科学研究科が設置されていた。2009年度より国際地域学部が白山第2キャンパスへ移転した一方、生命科学部は生命科学科1学科から、生命科学科・応用生物学科・食環境科学科（現在は食環境科学部へ改組）の3学科へ増設した。これにより、生命科学に関して、基礎研究から応用研究、また食品科学と環境科学研究の広い範囲での教育・研究が行われるに至った。
2010年3月には新実験棟の5号館が竣工し、約40人の研究者を擁する北関東では最大の生命科学教育研究機関の体制を整えた。
300メートルほど離れたところにある板倉東洋大前駅の駅名は本校に由来する。
2020年3月24日、生命科学部・食環境科学部を東洋大学朝霞キャンパス及び東洋大学赤羽台キャンパスへ移転させることが発表された。2024年4月より板倉キャンパスの学部が全て移転してしまうことから、板倉町では事実上の撤退と捉えている。ただし、大学側は日本経済新聞の取材に対して撤退という言葉は使用せず、別用途での使用も含めてあらゆる可能性を検討する旨を回答している。

## 歴史

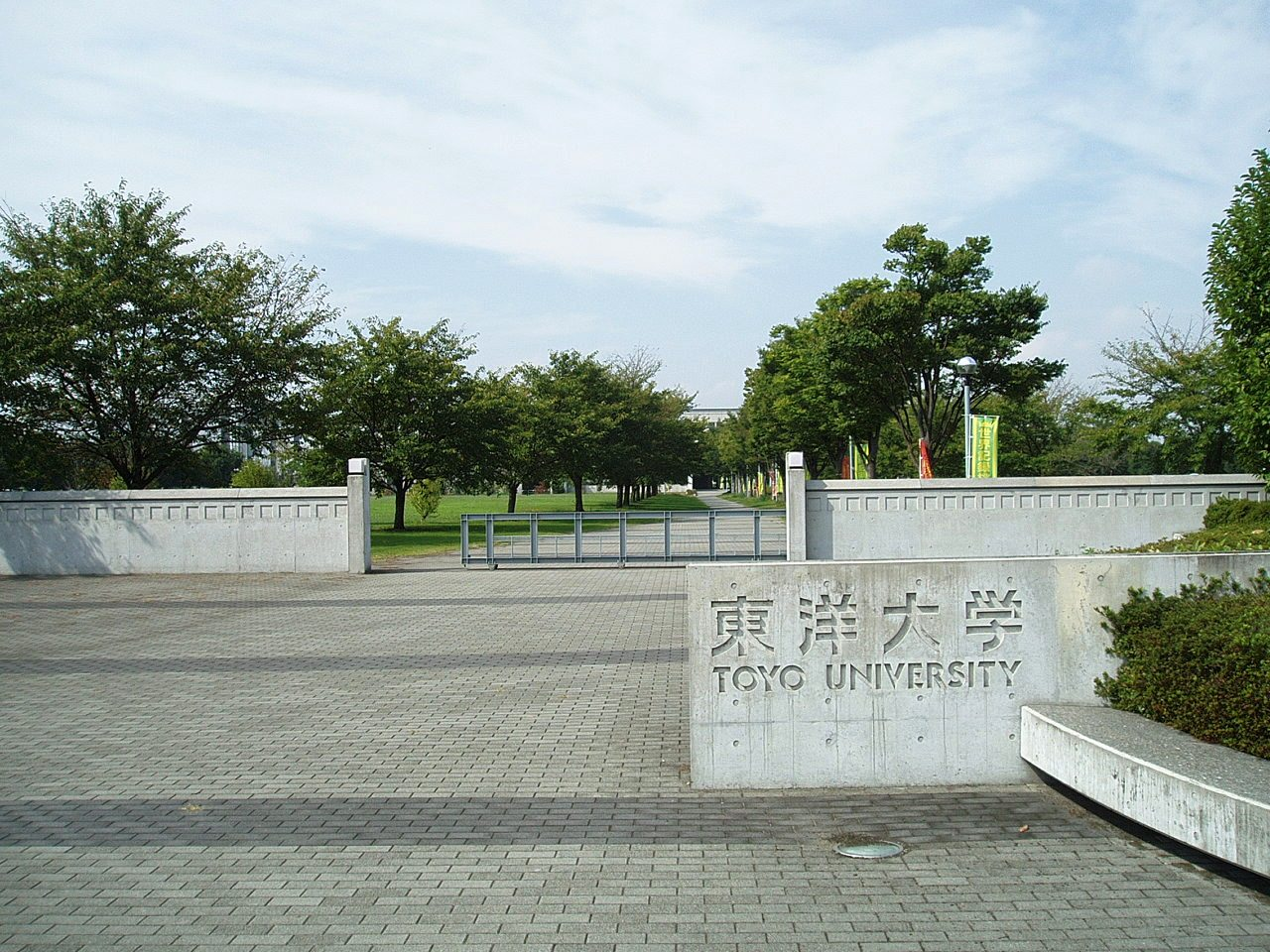
板倉キャンパス正門

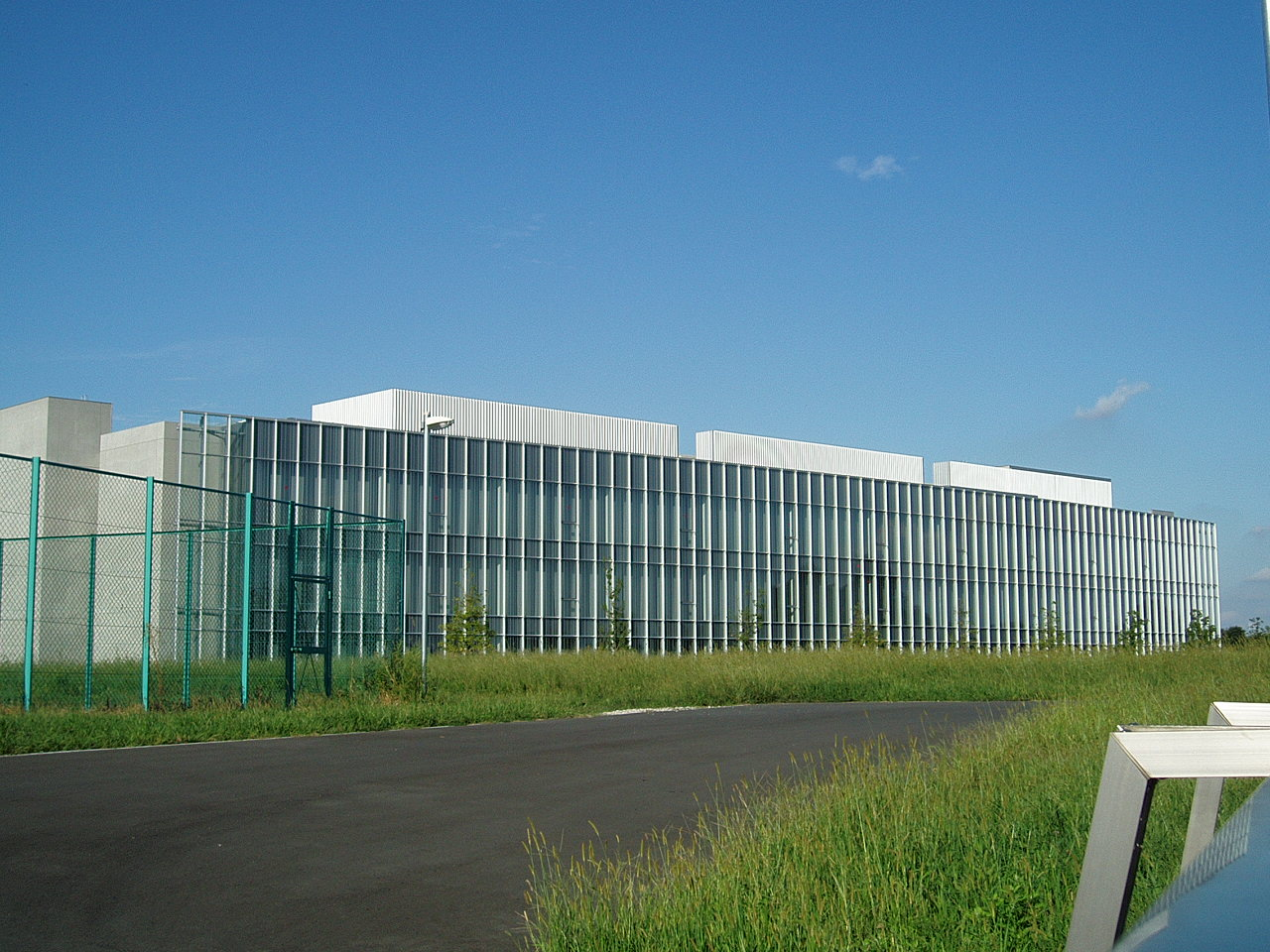
5号館

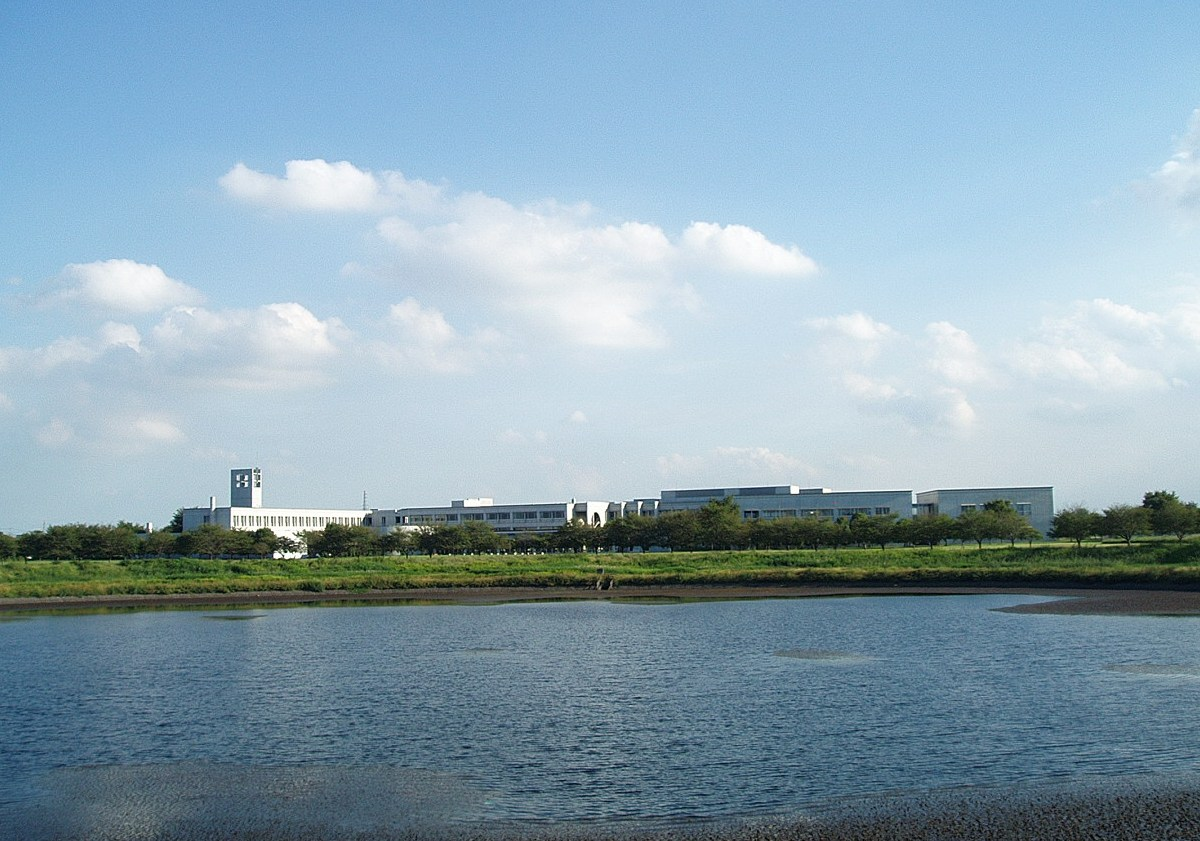
北側、いずみの公園より望む板倉キャンパス

- 1997年 - 開設。板倉ニュータウンのコンセプトである研究学園都市に共鳴した東洋大学が協力して進出した。
- 2009年 - 国際地域学部が白山第2キャンパスへ移転。生命科学部の応用生物学科と食環境科学科設置。
- 2013年 - 生命科学部食環境科学科を廃止、食環境科学部を設置。
- 2024年 - 生命科学部、食環境科学部および生命科学研究科、食環境科学研究科が朝霞キャンパスへ移転。

## 施設
- 1号館：500人収容の大教室をはじめ、教員の研究室および医務室、事務室等が設置されている。
- 2号館：実験室、研究用共通機器室が設置されているほか、PC室などがある。北側の窓からは日光白根、男体山、女峰山、皇海山など日光周辺の山が一望に見渡せる。
- 3号館：各教室には大型スクリーンが備わっている。また、学生実習室、産官学実験室なども設置されている。5号館との渡り廊下も設置。
- 4号館：学内では、植物機能研究センター棟と称される。文字通り、植物機能研究センターが入居している。
- 5号館：2010年3月に竣工。3階建てで、実験室36室、コラボレーションルーム18室、大型機器等共通機器室9室。外側の壁は全てガラス張りである。

## 特徴
豊富な敷地面積を利用して、大きな教室や実験室などのスペースが確保されている。その他に、サッカー場、多目的グラウンド（ともに全天候型人工芝使用）、テニスコート（オムニ3面、ナイター不可）、体育館、200メートルトラックなどが設置されている。なお、同キャンパスには校友会や教職員、板倉町の有志によって作られた塩川正十郎（東洋大学の理事長、総長を務めていた）の銅像が建っている。建立当時は同銅像にはメガネも造形として取りつけられていたが、現在はメガネは取り外され、裸眼の状態である。
キャンパス西側に広がる広大な土地は夏には鬱蒼とした草生す土地になる。年に数回のみの草刈りのため、草むらの中にはキジなど多くの野鳥が住みかとしている。また、キャンパス北側の池には、渡良瀬遊水池が近いためかトビやカモの他にノスリなどの多くの野鳥が訪れることが観測されている。その池のふちを囲うように桜の樹が植えられ、整備された公園などもある。

## アクセス
- 板倉東洋大前駅から徒歩10分